# Acritus komai
Acritus komai är en skalbaggsart som beskrevs av Lewis 1879. Acritus komai ingår i släktet Acritus och familjen stumpbaggar. Arten är reproducerande i Sverige. Inga underarter finns listade i Catalogue of Life.